# Кубок Центральноафриканської Республіки з футболу
Кубок Центральноафриканської Республіки з футболу (фр. Coupe de République centrafricaine de football) — футбольне змагання, яке з 1974 року проводить Центральноафриканською федерацією футболу серед футбольних клубів ЦАР.

## Формат
Турнір проводиться за системою плей-оф на вибування між усіма футбольними клубами Центральноафриканської Республіки, незалежно від того в якому дивізіоні команда виступає.
Команда-переможець отримує путівку до Кубку Конфедерації КАФ.

## Переможці та фіналісти
| Сезон                   | Чемпіон                                                         | Результат                                                       | Фіналіст                                                        |                                                                 |
| Національний кубок      | Національний кубок                                              | Національний кубок                                              | Національний кубок                                              |                                                                 |
| ----------------------- | --------------------------------------------------------------- | --------------------------------------------------------------- | --------------------------------------------------------------- | --------------------------------------------------------------- |
| 1974                    | Тампет Мокаф                                                    |                                                                 |                                                                 |                                                                 |
| 1975                    | Не проводився                                                   | Не проводився                                                   | Не проводився                                                   | Не проводився                                                   |
| 1976                    | «Ред Стар» (Бангі)                                              |                                                                 |                                                                 |                                                                 |
| 1977                    | «Содіам Спортс»                                                 |                                                                 |                                                                 |                                                                 |
| 1978                    | УСКА (Бангі)                                                    |                                                                 |                                                                 |                                                                 |
| 1979                    | «Содіам Спортс»                                                 |                                                                 |                                                                 |                                                                 |
| 1980                    | «Анже де Фатіма»                                                |                                                                 |                                                                 |                                                                 |
| 1981                    | «Анже де Фатіма»                                                |                                                                 |                                                                 |                                                                 |
| 1982                    | «Тампет Мокаф»                                                  |                                                                 |                                                                 |                                                                 |
| 1983                    | «Авіа Спортс»                                                   |                                                                 |                                                                 |                                                                 |
| 1984                    | «Стад Сентрафрисьєн»                                            |                                                                 |                                                                 |                                                                 |
| 1985                    | «Тампет Мокаф»                                                  |                                                                 |                                                                 |                                                                 |
| 1986                    | Не проводився                                                   | Не проводився                                                   | Не проводився                                                   | Не проводився                                                   |
| 1987                    | Не проводився                                                   | Не проводився                                                   | Не проводився                                                   | Не проводився                                                   |
| 1988                    | УСКА (Бангі)                                                    |                                                                 |                                                                 |                                                                 |
| 1989                    | «Олімпік Реал» (Бангі)                                          |                                                                 |                                                                 |                                                                 |
| 1990                    | «Форсез Армі»                                                   |                                                                 |                                                                 |                                                                 |
| 1991                    | «Анже де Фатіма»                                                | 6 - 2                                                           | «Анжі Макарон»                                                  |                                                                 |
| 1992                    | «Тампет Мокаф»                                                  | 1 - 1 ( пен.)                                                   | «Анже де Фатіма»                                                |                                                                 |
| 1993                    | «Анже де Фатіма»                                                | 3 - 2                                                           | «Стад Сентрафрисьєн»                                            |                                                                 |
| 1994                    | «Форсез Армі»                                                   |                                                                 |                                                                 |                                                                 |
| 1995                    | Не проводився                                                   | Не проводився                                                   | Не проводився                                                   | Не проводився                                                   |
| 1996                    | Не проводився                                                   | Не проводився                                                   | Не проводився                                                   | Не проводився                                                   |
| 1997                    | УСКА (Бангі)                                                    | 2 - 0                                                           | «Анже де Фатіма»                                                |                                                                 |
| 1998                    | «Анже де Фатіма»                                                | 3 - 0                                                           | «АС Петрока»                                                    |                                                                 |
| 1999                    | «Олімпік Реал» (Бангі)                                          |                                                                 |                                                                 |                                                                 |
| 2000                    | «Анже де Фатіма»                                                | 2 - 1                                                           | «Олімпік Реал» (Бангі)                                          |                                                                 |
| 2001                    | «Стад Сентрафрисьєн»                                            | 2 - 1                                                           | «Тампет Мокаф»                                                  |                                                                 |
| 2002                    | Не проводився                                                   | Не проводився                                                   | Не проводився                                                   | Не проводився                                                   |
| 2003                    | «Тампет Мокаф»                                                  | 8 - 0                                                           | «Уам Пенде де Бозум»                                            |                                                                 |
| 2004                    | УСКА (Бангі)                                                    | 2 - 0                                                           | «Онзе Каратс де ла Мамбере Кадеї»                               |                                                                 |
| 2005                    | УСКА (Бангі)                                                    |                                                                 | «Лобайє Селесьйон»                                              |                                                                 |
| 2006                    | Не проводився                                                   | Не проводився                                                   | Не проводився                                                   | Не проводився                                                   |
| 2007                    | Не проводився                                                   | Не проводився                                                   | Не проводився                                                   | Не проводився                                                   |
| 2008                    | «Анже де Фатіма»                                                | 2 - 1                                                           | «Стад Сентрафрисьєн»                                            |                                                                 |
| Кубок Бартелемі Боганда |                                                                 |                                                                 |                                                                 |                                                                 |
| 2009                    | «Анже де Фатіма»                                                | 3 - 1                                                           | «Стад Сентрафрисьєн»                                            |                                                                 |
| 2010                    | «Діпломаті ді 8-еме Арродіссемент»                              | 1 - 0                                                           | «Стад Сентрафрисьєн»                                            |                                                                 |
| 2011                    | «Тампет Мокаф»                                                  | 2 - 1                                                           | «Діпломаті ді 8-еме Арродіссемент»                              |                                                                 |
| 2012                    | Фінал між «Анже де Фатіма» та «Олімпік Реал» (Бангі) не зіграли | Фінал між «Анже де Фатіма» та «Олімпік Реал» (Бангі) не зіграли | Фінал між «Анже де Фатіма» та «Олімпік Реал» (Бангі) не зіграли | Фінал між «Анже де Фатіма» та «Олімпік Реал» (Бангі) не зіграли |
| 2013                    | Не проводився                                                   | Не проводився                                                   | Не проводився                                                   | Не проводився                                                   |
| 2014                    | Не проводився                                                   | Не проводився                                                   | Не проводився                                                   | Не проводився                                                   |
| 2015                    | Не проводився                                                   | Не проводився                                                   | Не проводився                                                   | Не проводився                                                   |
| 2016                    | «Анже де Фатіма»                                                | 1 - 0                                                           | «Сіка Спорт»                                                    |                                                                 |
| 2017                    | «Анже де Фатіма»                                                | 1 - 0                                                           | «Олімпік Реал» (Бангі)                                          |                                                                 |
| 2018                    | Не проводився                                                   | Не проводився                                                   | Не проводився                                                   | Не проводився                                                   |
| 2019                    | «Стад Сентрафрисьєн»                                            | 4 - 0                                                           | «Анже де Фатіма»                                                |                                                                 |

## Володарі трофею за кількістю перемог
| Клуб                               | Переможець | Роки чемпіонств                                            |
| ---------------------------------- | ---------- | ---------------------------------------------------------- |
| «Анже де Фатіма»                   | 10         | 1980, 1981, 1991, 1993, 1998, 2000, 2008, 2009, 2016, 2017 |
| «Тампет Мокаф»                     | 6          | 1974, 1982, 1985, 1992, 2003, 2011                         |
| УСКА (Бангі)                       | 5          | 1978, 1988, 1997, 2004, 2005                               |
| «Стад Сентрафрисьєн»               | 3          | 1984, 2001, 2019                                           |
| «Форсез Армі» (FACA)               | 2          | 1990, 1994                                                 |
| «Олімпік Реал» (Бангі)             | 2          | 1989, 1999                                                 |
| «Содіам Спортс»                    | 2          | 1977, 1979                                                 |
| «Ред Стар» (Бангі)                 | 1          | 1976                                                       |
| «Авіа Спортс»                      | 1          | 1983                                                       |
| «Діпломаті ді 8-еме Арродіссемент» | 1          | 2010                                                       |